# Wanadongri
Wanadongri é uma vila no distrito de Nagpur, no estado indiano de Maharashtra.

## Demografia
Segundo o censo de 2001, Wanadongri tinha uma população de 17,150 habitantes. Os indivíduos do sexo masculino constituem 54% da população e os do sexo feminino 46%. Wanadongri tem uma taxa de literacia de 69%, superior à média nacional de 59.5%: a literacia no sexo masculino é de 75% e no sexo feminino é de 62%. Em Wanadongri, 17% da população está abaixo dos 6 anos de idade.